# توماسو توتولو
توماسو توتولو (زاده ۲۶ نوامبر ۱۹۶۵) مربی والیبال ایتالیایی است. وی دستیار تیم ملی والیبال مردان ایران و زنیت کازان است.  